# Кирстен Џилибранд
Кирстен Џилибранд је америчка политичарка и актуелна сенаторка Њујорка. Пре тог представљала је 10. дистрикт Њујорка у Представничком дому.